# Альфред Грін
Альфред Едвард Грін (англ. Alfred Edward Green; 11 липня 1889 — 4 вересня 1960) — американський кінорежисер. Грін увійшов у кіно в 1912 році як актор компанії Selig Polyscope. Він став помічником режисера Коліна Кемпбелла. Потім він став режисером короткометражних фільмів, поки не почав знімати повнометражні фільми в 1917 році.

## Біографія
Грін народився 11 липня 1889 року в Перрісі, Каліфорнія.
У тривалій кар'єрі, яка тривала до 1950-х років, Грін став режисером таких великих зірок, як Мері Пікфорд, Воллес Рід, Барбара Стенвік і Коллін Мур. 1926 року Елла Сіндерс він також зіграв режисера. 1935 року Грін зняв фільм «Небезпечна» з Бетті Девіс у головній ролі, яка отримала Оскар за найкращу жіночу роль за свою роль. Набагато пізніше з'явився хіт Гріна «Історія Джолсона» (1946) і ласкавий вестерн «Чотири обличчя Заходу» (1948), відомий за межами США під виразнішою назвою «They Passed This Way». Потім вийшла ще одна низка фільмів категорії B, а також ще два біографічні фільми: Історія Джекі Робінсона (1950) та Історія Едді Кантора (1953). Після відходу з кіно він зняв кілька телевізійних епізодів.
Грін був одружений з актрисою німого кіно Вівіан Рід. У них було троє дітей: Дуглас Грін, Хілтон А. Грін та Маршалл Грін, усі вони працювали помічниками режисерів.
Грін помер 4 вересня 1960 року в Голлівуді, Каліфорнія.